# Teología católica

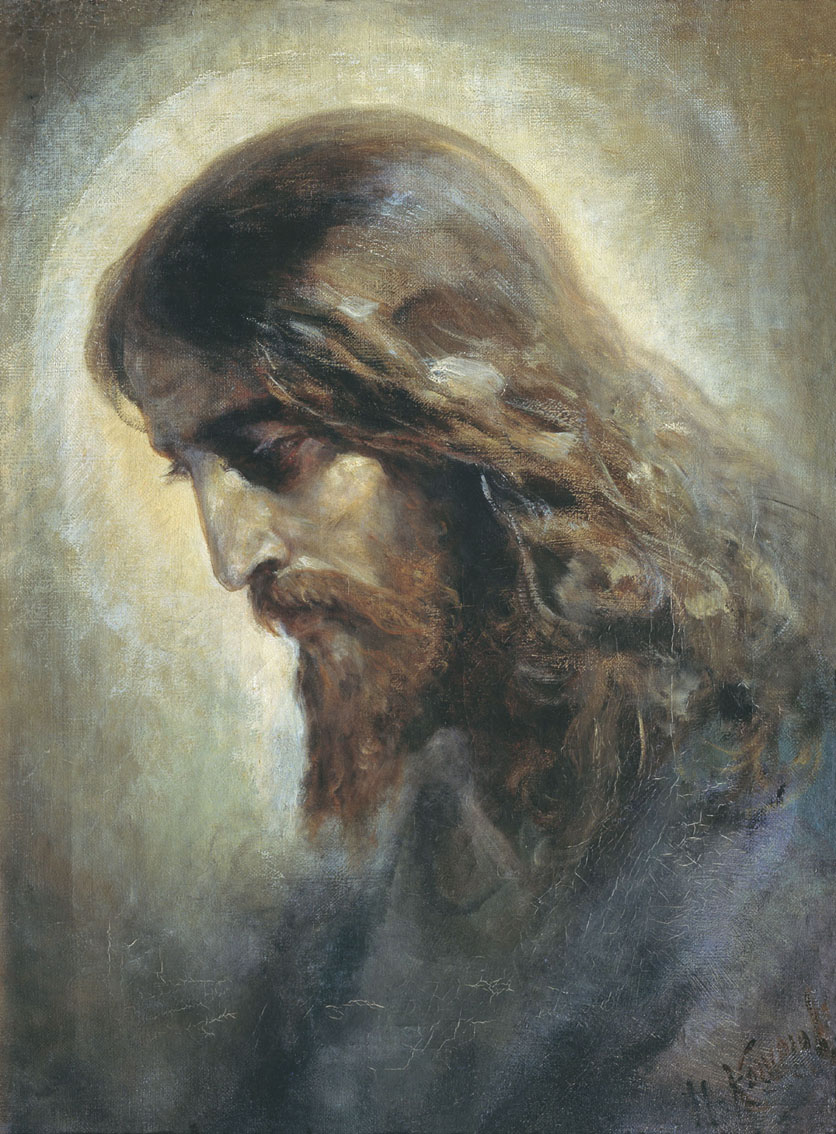
Cabeza de Cristo, del artista Nikolai Koshelev

La teología católica es aquella desarrollada en el seno de la Iglesia católica. La teología católica estudia la relación entre Dios y la humanidad tomando como base tres fuentes: la Sagrada Escritura, la Tradición y el Magisterio.
También se puede definir la teología católica como la correcta comprensión de la doctrina y las enseñanzas católicas, y es el resultado de las santas vidas vividas por todos sus santos, especialmente los más bendecidos con los dones de la teología, remontándose hasta su fundador, su Señor y Salvador, Jesucristo. Se basa en la Sagrada Escritura y la Sagrada Tradición, interpretadas con autoridad por el  Magisterio vivo y auténtico de la Iglesia católica. Este artículo sirve como introducción a varios temas de la teología católica, con enlaces a los lugares donde se encuentra una cobertura más completa.
Las principales enseñanzas de la Iglesia católica discutidas en los primeros concilios de la iglesia se resumen en varios credos, especialmente el Credo Niceno (Niceno-Constantinopolitano) y el Credo de los Apóstoles. Desde el siglo XVI la Iglesia ha producido catecismoss que resumen sus enseñanzas; el gran Catecismo del Concilio de Trento publicado entonces, hasta que en 1992, la Iglesia católica publicó el oficial Catecismo de la Iglesia católica.
La Iglesia católica entiende que la Tradición viva de la Iglesia contiene lo esencial de su doctrina sobre la fe y la moral y está protegida del error, a veces mediante enseñanza definida infaliblemente, siendo su Fuente última Nuestro Señor y Salvador Jesucristo. La Santa Iglesia cree en la Revelación guiada por el  Espíritu Santo a través de la Sagrada Escritura, desarrollada en la Sagrada Tradición y enteramente enraizada en el depósito de la fe original, dejado por Nuestro Señor a los Apóstoles. Este Depósito de Fe desarrollado es protegido por el "Magisterio" o Colegio de Obispos en concilios ecuménicos supervisados por el Santo Padre, comenzando con el Concilio de Jerusalén (c. 50). El más reciente fue el Concilio Vaticano II (1962 a 1965). Dos veces en la historia un Santo Padre definió un dogma tras consultar con todos los obispos pero sin convocar un concilio formal, ya que la Verdad que expresaba era algo ya aceptado desde hacía tiempo por los Fieles. Definirlo oficialmente, fue como decir, sí, ya ha sido la creencia principal de la Fe Católica durante siglos: pero ahora lo decimos con un 100% de certeza.
La «catequética» como disciplina
```
La catequética o ciencia catequética es la disciplina que se ocupa de la catequesis, en el contexto de la práctica pastoral de la Iglesia. Hoy día su existencia y legitimidad están consolidadas en el ámbito de la reflexión y de la praxis eclesial. Se trata de una disciplina relativamente reciente pues, aunque la catequesis es una actividad antigua como la Iglesia, no se puede decir lo mismo de la catequética, que ha surgido y se ido configurando a lo largo de los dos últimos siglos. Se puede colocar el comienzo de nuestra disciplina en el año 1774 cuando, por disposición de la emperatriz María Teresa de Austria, se introdujo en las escuelas de teología del imperio austro-húngaro la enseñanza de la catequética, o como disciplina a se o como parte de la teología pastoral. Pero en realidad, la catequética comenzará a desarrollarse con un cierta amplitud y rigor solamente hacia finales del 
siglo
 
XIX
, dentro del denominado movimiento catequético, es decir, de la floración de ideas e iniciativas que, desde las últimas décadas del 
siglo
 
XIX
 hasta el Concilio Vaticano II, tratará de renovar la teoría y la práctica de la catequesis bajo el influjo de nuevas corrientes culturales, especialmente pedagógicas y psicológicas.3 Por eso la catequética, nacida en el contexto teológico de la reflexión pastoral, ha experimentado bien pronto el impacto de las nuevas ciencias humanas, sobre todo en campo educativo. Se puede decir que, en su desarrollo, la reflexión catequética ha tenido siempre un doble polo de referencia, teológico y pedagógico, con alternancia de acentos: más pedagógico en las primeras décadas del 
siglo
 
XX
, dominado por la preocupación metodológica y didáctica, y más teológico en la etapa «kerigmática» del movimiento catequético, centrado en el problema del contenido de la catequesis. De esta doble pertenencia y fluctuación continua dan fe las vicisitudes y alternancias de dos denominaciones, «pedagogía religiosa» y «catequética», para designar nuestra disciplina, junto a otras expresiones de significado similar: pedagogía catequística, pedagogía del catecismo, pedagogía cristiana, metodología catequética, Este volumen, al servicio de la formación de los catequistas y responsables de la actividad catequética, se presenta como un manual de catequética fundamental o general. Y ante todo conviene esclarecer el significado de nuestra disciplina y algunos términos esenciales del tema que nos ocupa. Pedagogía cristiana, metodología catequética, metódica de la educación religiosa, catequética pastoral, etc. Es una fluctuación que, si por una parte denota la riqueza y complejidad del acto catequético, por otra será una fuente constante de tensión y de discrepancia en el desarrollo de la disciplina. A partir del Vaticano II, la catequética ha conocido un período de relativa fecundidad y expansión, estimulada por el nuevo clima de repensamiento global de la acción pastoral y por el progreso de la reflexión epistemológica. Hoy día se puede decir que la consolidación de la joven disciplina queda asegurada por la existencia de varios Centros e Institutos de catequética, por la abundancia de publicaciones e investigaciones en este campo y por su presencia institucionalizada en ámbito académico. 
```

La catequética: identidad y divisiones 
La catequética recibe su identidad del objeto de que se ocupa, la catequesis, en sus más variadas manifestaciones: enseñanza religiosa, iniciación sacramental, itinerario catecumenal, grupos de reflexión, camino organizado de fe, etc. La catequética como disciplina es, concretamente, la reflexión sistemática y científica sobre la catequesis, con vistas a la comprensión, profundización y actuación de esta importante acción educativa y pastoral. Dada la complejidad y variedad del objeto estudiado, la catequética admite en su seno varias divisiones y modalidades, según los contextos teológicos y culturales en que se desarrolla. Algunos autores distinguen, por ejemplo, entre catequética fundamental, material y formal.6 Por catequética fundamental se entiende el estudio de las condiciones básicas, identidad y dimensiones fundamentales de la acción catequética. La catequética material tiene como objeto el contenido de la catequesis: estructura y articulación del mensaje, temas a tratar, criterios de selección, fuentes del contenido, etc. Finalmente, la catequética formal se ocupa de los aspectos metodológicos y pedagógicos de la transmisión catequética: métodos, estructuras, agentes, lenguajes, programación, etc. Otros autores distinguen simplemente entre catequética fundamental (o general) y catequética especial o diferencial, esta última dividida a su vez según los diferentes destinatarios de la catequesis: niños, jóvenes, adultos, minusválidos, padres, etc. o con respecto a los diferentes ámbitos o lugares de la catequesis: familia, escuela, parroquia, asociación, etc. 
Originalidad del discurso catequético 
El punto de vista catequético debe respetar la originalidad y carácter específico de la catequesis, concebida con demasiada frecuencia como simple divulgación de contenidos teológicos. Durante la Edad Moderna (la «época del catecismo») ha estado vigente esta concepción: muchos catecismos han tenido como autores o inspiradores a teólogos y han sido pensados como síntesis teológicas divulgativas. Es evidente que la teología jugará siempre un papel importante respecto a la catequesis. En cuanto reflexión sistemática sobre la fe y la praxis eclesial, conserva una función de esclarecimiento y sistematización que no puede ser ignorada en el proceso catequético de educación de la fe. Pero, por otro lado, no hay que olvidar la necesaria distinción entre las dos funciones eclesiales, que tienen motivaciones y cometidos diferentes. La teología, especialmente la sistemática, responde a la necesidad de dar fundamento y profundidad científica a la vivencia de la fe, mientras que la catequesis se pone al servicio del crecimiento en la fe de personas y grupos concretos, en un proceso existencial de integración del mensaje cristiano en el contexto vital de sus situaciones, problemas y expectativas. Siguen por lo tanto dos lógicas diferentes: más intelectual la primera y más comunicativa la segunda.

El culto católico formal se ordena por medio de la liturgia, regulada de modo admirable por el Magisterio Docente, en obediencia a la expresión, "Lex Orandi, Lex Credendi": " la ley de la oración es la ley de la creencia". - Así como uno ora, así formará su creencia. La celebración del Santo Sacrificio de la Misa, la Eucaristía, uno de los siete sacramentos católicos, es el centro del culto católico. Es la creencia inquebrantable y la verdad de que Jesucristo, el "Pan de Vida, bajado del cielo", está real y efectivamente presente en las especies de pan y vino, la Eucaristía La Iglesia ejerce el control sobre formas adicionales de oración personal y devoción, incluyendo el  Rosario, Vía Crucis, y Adoración eucarística, declarando que todos los que realmente practican la Fe Católica deben obtener grandes bendiciones, dones espirituales, como la humildad y la confianza en el Señor de la recepción adecuada de la Eucaristía. (Recepción adecuada significa, no estar en estado de pecado mortal). La Iglesia católica está formada por el clero ordenado (formado por el obispo, el sacerdocio, y el diaconía), los laicos, y aquellos como monjes y monjas que viven una vida consagrada bajo sus constituciones, todos tratando de vivir sus vidas complaciendo a Dios en primer lugar.
Según el Catecismo, que recoge los más de 20 siglos de Fe vivida en  Jesucristo, éste instituyó siete sacramentos y los confió a la Iglesia católica. Estos son Bautismo, Confirmación (Crismación), la Eucaristía, la Penitencia, la Unción de los enfermos, el Orden sagrado y el Matrimonio.
Otras obras, como la República Dominicana, Marie-Dominique Chenu, Karl Rahner, un defensor de un "giro antropológico" de Hans Urs von Balthasar, quien exhortó a la Iglesia a renovarse a sí misma, preparó el terreno al Concilio Vaticano II, que provocó un intenso debate sobre la relación con la realidad terrena y de los problemas de la secularización, además de determinar un ecumenismo más pronunciado. Lo que ayudó a la llamada "teología de la esperanza" fue una profundización de la naturaleza escatológica del cristianismo en el sentido progresivo del término. Dicha "teología de la esperanza" hizo propios los elementos políticos y utópicos y le siguieron, con diferentes configuraciones, la teología de la liberación, construida en América del Sur, quien dio la bienvenida gran parte de la ideología marxista del sistema, la teología negra africana.
La Universidad de París fue durante el siglo XIII el centro teológico de Occidente.

## Partes de la teología católica
- Teología fundamental
- Categoría:Historia de la teología cristiana (común a otras denominaciones cristianas)
- Teología sacramental
- Teología dogmática
- Teología patrística
- Teología bíblica
- Teología catequética
- Teología espiritual
- Teología pastoral
- Teología moral
- Teología litúrgica
- Homilética
- Exegética
- Mariología

### Teología moral
La teología moral es la comprensión científica y la exposición sistemática de cuanto concierne a la vida de los fieles en Cristo dentro de la comunidad eclesial bajo la guía autorizada de los obispos.

### Doctrina
La doctrina son las verdades que fueron siendo reveladas y desarrolladas a través de los siglos.